# Moonbin & Sanha
Moonbin & Sanha (кор. 문빈 & 산하) — колишній південнокорейський дует, перший офіційний підрозділ бой-бенду Astro. Створений Fantagio у 2020 році, дует складався з двох учасників Astro: Мунбіна і Санхи. Їхній дебютний мініальбом In-Out була вийшов 14 вересня 2020 року.

## Кар'єра

### До дебюту
21 серпня 2020 року Fantagio Music випустили тизер із зображенням, на якому був логотип і дата. Це стало підтвердженням того, що Мунбін і Санха створять підрозділ і випустять мініальбом протягом наступного місяця. До дебюту Мунбін і Санха були співведучими музичного шоу Show Champion з березня 2020 року разом із Канміном з Verivery. У запитаннях і відповідях для преси Мунбін і Санха заявили, що їхня взаємодія під час спільної участі у шоу, надихнула їх на створення підрозділу.

### 2020—2023: дебют ізIn-OutіRefugeі смерть Мунбіна
14 вересня 2020 року Moonbin & Sanha офіційно дебютували з мініальбомом In-Out і його титульним треком «Bad Idea». Через тиждень, 22 вересня, вони отримали свій перший трофей у музичному шоу на SBS MTV The Show. Через тиждень після випуску In-Out дебютував під номером 9 у тижневому чарті іноземних альбомів Oricon і під номером 2 у тижневому чарті альбомів Gaon.
11 лютого 2022 року Moonbin & Sanha випустили попередній сингл «Ghost Town» перед релізом свого другого мініальбому Refuge 15 березня.
3 грудня 2022 року Fantagio оголосили, що Moonbin & Sanha повернуться 4 січня 2023 року з третім мініальбомом Incense.
19 квітня 2023 року Мунбін був знайдений мертвим, що призвело до розформування дуету. 27 квітня Fantagio підтвердили, що спільнота підрозділу на Weverse буде закрита 30 квітня, майже через 2 тижні після її початкового створення.

## Дискографія

### Мініальбоми
| Назва   | Деталі | Пікові позиції у чартах | Пікові позиції у чартах | Продажі                                    |
| Назва   | Деталі | KOR                     | JPN                     | Продажі                                    |
| ------- | --- | ----------------------- | ----------------------- | ------------------------------------------ |
| In-Out  | - Реліз: 14 вересня 2020 - Лейбл: Fantagio - Формат: CD, цифрове завантаження, стриминг Трек-лист 1. «Eyez On U» 2. «Bad Idea» 3. «Alone» (섬) 4. «All I Wanna Do» 5. «Dream Catcher»        | 2                       | 9                       | - Південна Корея: 72,414 - Японія: 14,382  |
| Refuge  | - Реліз: 15 березня 2022 - Лейбл: Fantagio - Формат: CD, цифрове завантаження, стриминг Трек-лист 1. «Who» 2. «Boo» 3. «Dia» 4. «Distance» 5. «Ghost Town»                                   | 4                       | 11                      | - Південна Корея: 147,530 - Японія: 10,325 |
| Incense | - Реліз: 4 січня 2023 - Лейбл: Fantagio - Формат: CD, цифрове завантаження, стриминг Трек-лист 1. «Perfumer» 2. «Madness» 3. «Desire» (이끌려) 4. «Wish» (바람) 5. «Chup Chup» 6. «Your Day» | 5                       | 2                       | - Південна Корея: 143,582 - Японія: 14,081 |

### Сингли
| Назва        | Рік  | Пікові позиції у чартах | Альбом  |
| Назва        | Рік  | KOR                     | Альбом  |
| ------------ | ---- | ----------------------- | ------- |
| «Bad Idea»   | 2020 | 191                     | In-Out  |
| «Ghost Town» | 2022 | —                       | Refuge  |
| «Who»        | 2022 | 29                      | Refuge  |
| «Madness»    | 2023 | 90                      | Incense |

### Інші пісні у чартах
| Назва             | Рік  | Пікові позиції у чартах | Альбом  |
| Назва             | Рік  | KOR                     | Альбом  |
| ----------------- | ---- | ----------------------- | ------- |
| «Perfumer»        | 2023 | —                       | Incense |
| «Desire» (이끌려) | 2023 | —                       | Incense |
| «Wish» (바람)     | 2023 | —                       | Incense |
| «Chup Chup»       | 2023 | —                       | Incense |
| «Your Day»        | 2023 | —                       | Incense |

## Концерти
- DIFFUSION (2023)[21]

## Нотатки
1. ↑  Сингл «Ghost Town» не потрапив у Gaon Digital Chart, але посів 73 місце у чарті Download Chart[19].
2. ↑  Пісня «Perfumer» не потрапила у Circle Digital Chart, але посіла 14 місце у Download Chart[20].
3. ↑  Пісня «이끌려» не потрапила у Circle Digital Chart, але посіла 15 місце у Download Chart[20].
4. ↑  Пісня «Wind» (바람) не потрапила у Circle Digital Chart, але посіла 17 місце у Download Chart[20].
5. ↑  Пісня «Chup Chup» не потрапила у Circle Digital Chart, але посіла 13 місце у Download Chart[20].
6. ↑  Пісня «Your Day» не потрапила у Circle Digital Chart, але посіла 19 місце у Download Chart[20].